# Саркисов, Сурен Григорьевич
Сарки́сов Суре́н Григо́рьевич (1912—1997) — советский архитектор, лауреат премии Совета Министров СССР, заслуженный архитектор РСФСР (7 мая 1986 года), ветеран Великой Отечественной войны (Северо-западный и 3-й Прибалтийский фронт), ветеран труда, персональный пенсионер РСФСР.

Саркисов Сурен Григорьевич в Москве

## Биография
Саркисов С. Г. родился 9 сентября 1912 года в Горисе (Армения). В 1936 году окончил Московский Архитектурный институт (МАРХИ) и проработал в московских проектных организациях до 1992 года (52 года рабочего стажа). В октябре 1941 года, отправив жену Саркисову Ф. М. с ребёнком в эвакуацию, ушёл добровольцем на фронт. Был помощником начальника штаба, парторгом этого полка и членом парткомиссии дивизии. Закончил войну в 1945 году в звании старшего лейтенанта.
Саркисов С. Г. работал в системе проектных организаций Министерства угольной промышленности. С декабря 1945 года был:
- главным архитектором в Главшахтпроекте Наркомуглепрома СССР,
- руководителем мастерской № 4 Моспроекта и начальником отдела крупнопанельного домостроения,
- руководителем архитектурно-строительной мастерской № 4 «Центрогипрошахта»,
- начальником архитектурной мастерской «Мосгипроуглестроя»,
- главным архитектором мастерской № 2 ЦНИИЭП Жилища.

По проектам С. Г. Саркисова построено большое число жилых и общественных зданий во многих городах СССР и за рубежом (в основном, в условиях «сейсмики»): Чили, Цейлон, Монголия, Кения, Югославия, Болгария и др. В ЦНИИЭП Жилища Саркисов С. Г. занимался жилым строительством из индустриальных элементов (панелестроительством), принимал активное участие в конференциях и симпозиумах по индустриальному «домостроению» в Финляндии, ГДР, Болгарии, Франции и др., публиковал в журналах статьи об индустриальном проектировании и строительстве, осуществлял «авторский надзор» за экспериментальным строительством во Владивостоке, Улан-Баторе, Грозном, Кемерово и т. д.
Выступил как художник-живописец, акварелист и график. У него было много личных выставок и участие в коллективных. Некоторые свои работы Саркисов С. Г. подарил музею-квартире А. С. Пушкина в Москве, Дому художников Еревана, Краеведческому музею Ашхабада (через посольство Туркменистана), музею Боевой Славы в городе Людиново Калужской области (автором которого был Сурен Григорьевич) и многим школам, в которых были музеи Боевой Славы (где ветераны рассказывали о Великой Отечественной войне).
Урна с прахом захоронена в колумбарии Донского кладбища.

## Награды
Военные награды: награды ордена «Красная звезда», «Отечественной войны II степени», медаль «За оборону Москвы», медаль «За победу над Германией в Великой Отечественной войне 1941—1945 гг.», знак «Народное ополчение» 1941 г. и ещё более 18 медалей и знаков.
Лауреат премии Совета Министров СССР за разработку проекта и строительство крупнопанельных жилых домов для сейсмических условий (8 августа 1977 г.).

## Проекты и постройки
- Здание заводоуправления в Дзержинске (до ВОВ),
- Комплекс НИИ угольной промышленности в Туле (ныне Горный институт), 1956 г.,
- Дом Техники угольной промышленности в Луганске, 1953 г.,
- Дома физкультуры с зимним плавательным бассейном в Шахтах, Прокопьевске и Ленинск-Кузнецке, 3 объекта, 1953—1957 гг.,
- Многоквартирный жилой дом с магазином на первом этаже в Кожухово, 1953 г.,
- Жилой комплекс в Люблино для Министерства угольной промышленности, 1950—1953 гг.,
- Серия четырёхэтажных каркасно-панельных домов для Донецка, Ясиноватой и др.,
- Зимний теннисный корт на бывшем стадионе Сталина (Измайлово)в Москве, 1954 г.,
- Девятиэтажные односекционные дома серий (1-464А, 1-464А-20) для Жуковского, Киева, Владивостока, Днепропетровска, Донецка, Горького,
- Серия пяти- и девятиэтажных домов 1-464АС для строительства в сейсмичных районах в Бельцах, Кишиневе, Орджоникидзе, Грозном, Иркутстке, Южно-Сахалинске, Петропавловском-Камчатском, Ташкенте (1967 г.) и др.,
- Крупнопанельные девятиэтажные блок-секции 92-УБД для Улан-Батора, Эрденет (Монголия), 1984 г.,
- Серия крупнопанельных жилых домов для зарубежных стран: Куба (1965 г.), Югославия (1967 г.), Чили (1972—1973 гг.), Румыния (1978 г.), Монголия (1975—1984 гг.),
- Музей комсомольской (боевой) славы в Людиново Калужской области[4] (по заданию ЦК ВЛКСМ).

## Семья
Династию архитекторов продолжила дочь Саркисова С. Г. — Саркисова И. С., московский архитектор, автор многих проектов общественных зданий и преподаватель, воспитавший многих архитекторов, инженеров-архитекторов для проектных организаций России.